# Fagraea truncata
Fagraea truncata är en gentianaväxtart som beskrevs av Carl Ludwig von Blume. Fagraea truncata ingår i släktet Fagraea och familjen gentianaväxter. Inga underarter finns listade i Catalogue of Life.